# Estádio Ary de Oliveira e Souza
O Estádio Ary de Oliveira e Souza, apelidado de Aryzão, está localizado em Campos dos Goytacazes, e atualmente é sede do Goytacaz Futebol Clube.
Foi inaugurado em 9 de janeiro de 1938, tem capacidade para 15.000 pessoas e a sua primeira participação em um Campeonato Carioca foi em 1975.
O Goytacaz foi o primeiro clube do interior do Rio de Janeiro a ter sistema de iluminação em seu estádio, isto em 1960. Seu público recorde foi em 1º de setembro de 1978, com 14.996 espectadores. Tem vários torcedores ilustres, como Tonico Pereira; que inclusive é nome de uma parte da arquibancada do estádio.
Foi nesse estádio que um dos maiores atacantes da história do futebol brasileiro, o tetracampeão Bebeto marcou seu primeiro gol como profissional em 1983.